# (5938) Keller
(5938) Keller es un asteroide perteneciente al cinturón de asteroides, región del sistema solar que se encuentra entre las órbitas de Marte y Júpiter, descubierto el 16 de marzo de 1980 por Claes-Ingvar Lagerkvist desde el Observatorio de La Silla, Chile.

## Designación y nombre
Designado provisionalmente como 1980 FH2. Fue nombrado Keller en homenaje a Horst Uwe Keller, científico del Instituto Max Planck en Lindau. Fue la fuerza impulsora del equipo científico para el estudio de la ESA sobre 'El telescopio planetario en órbita', en el que también participó el descubridor.

## Características orbitales
Keller está situado a una distancia media del Sol de 2,337 ua, pudiendo alejarse hasta 2,509 ua y acercarse hasta 2,165 ua. Su excentricidad es 0,073 y la inclinación orbital 3,554 grados. Emplea 1305,30 días en completar una órbita alrededor del Sol.

## Características físicas
La magnitud absoluta de Keller es 14,1. 